# Max Römer (Maler, 1878)

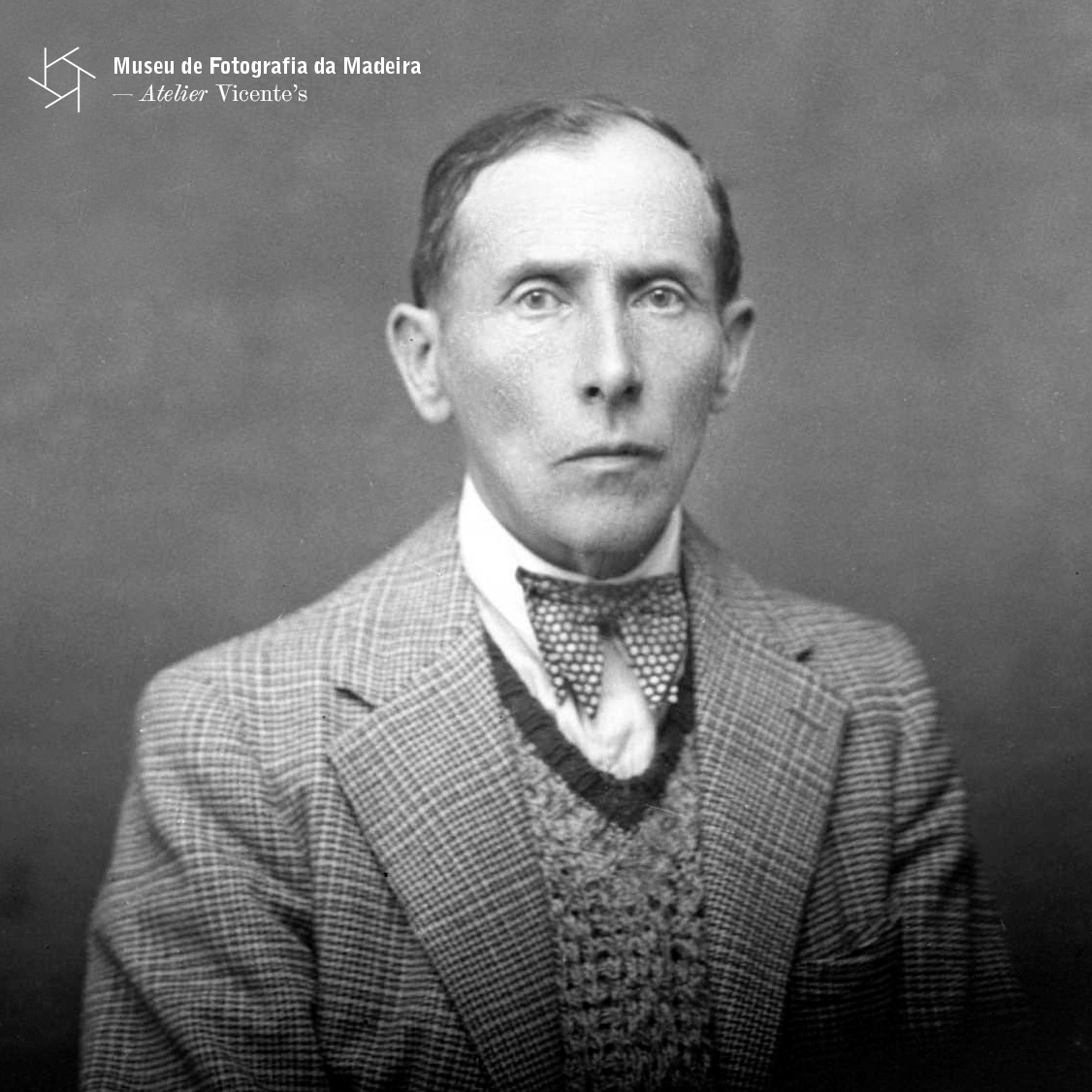
Max Römer im Jahr 1934

Max Wilhelm Römer (* 22. November 1878 in Hamburg; † 18. August 1960 in Funchal) war ein deutscher Maler, der zahlreiche Bilder von der portugiesischen Insel Madeira schuf.

## Leben
Römer wurde 1878 als Sohn von Carl Heinrich Wilhelm und Maria Sophia Catharina Römer geboren und am 25. Dezember 1879 in der Hamburger lutherischen Peterskirche getauft. Am 24. Mai 1902 heiratete er Louise Kätchen Parizot, die er zuvor in der Firma „Ledertechnik Holbe“ kennenlernte. Zusammen hatten sie fünf Kinder (Max, Rolf Reinhold, Anita, Valeska Melati), wovon eins bereits acht Tage nach der Geburt verstarb.
Seinen Militärdienst verrichtete Römer von 1915 bis 1918 im Ersten Weltkrieg und kämpfte dabei an der Front in der Champagne, der Somme sowie in Rumänien, Griechenland und Mazedonien.
Nachdem seine Frau erkrankt war, entschied sich Römer 1922 auf Grund des Klimas und der Empfehlung eines dänischen Freundes, nach Madeira zu ziehen. Dort schuf er eine Vielzahl von Aquarellen, die das typische Leben und die Landschaft auf der Insel zeigen. Darüber hinaus erstellte er Werbeplakate, etwa für Hotels oder anlässlich von Feierlichkeiten der Hauptstadt. Vom 15. März bis 30. November 2013 zeigte das Zentrum für moderne Kunst (Centro das Artes - Casa das Mudas) in Calheta eine Ausstellung mit Römers Werken.